# Château de Virieu-le-Grand
Le château de Virieu-le-Grand ou château d'Honoré d'Urfé est un ancien château fort du XIe siècle, centre de la seigneurie de Virieu, puis du comté de Châteauneuf et du marquisat de Valromey, dont les ruines se dressent sur la commune de Virieu-le-Grand dans le département de l'Ain en région Auvergne-Rhône-Alpes.
Les ruines du château font l’objet d’une inscription au titre des monuments historiques par arrêté du 8 mars 1935.

## Situation
Le château de Virieu-le-Grand est un ancien château, très largement en ruines, situé dans le département français de l'Ain, sur la commune de Virieu-le-Grand.

## Histoire
La seigneurie de Virieu-le-Grand était la possession, dès la deuxième moitié du XIe siècle, des comtes de Savoie. Le château est construit en 1077 par Aimée de Savoie sur le site d'un temple romain[réf. nécessaire].
Le comte Amédée III le donne en dot, avec le Valromey, à Alix, sa fille, femme d'Humbert III de Beaujeu. En 1248, Humbert V de Beaujeu l'engage au comte de Savoie, qui promet de le lui restituer contre le remboursement de 2 500 livres, qu'il lui avait avancées pour subvenir aux frais de son voyage en Terre-Sainte lors de la septième croisade.
Virieu-le-Grand reste dans la famille de Beaujeu jusqu'au 3 octobre 1285, époque où il est cédé à Louis de Savoie, baron de Vaud, qui l'engage, le 17 novembre 1319, à Berlion de Rivoire. À la mort de Catherine, petite-fille de Louis de Savoie, il passe, pour ses reprises dotales, à Marguerite de Châlon, sa mère, laquelle le vend, le 18 novembre 1366, au comte Vert de Savoie, qui l'inféode, le 16 octobre 1370, à Pierre de Gerbais, son trésorier général, puis le retire, le 7 août 1377, pour le remettre, le 29 décembre 1385, à Louis de Savoie, fils de Jacques, prince d'Achaïe.
Ce Louis de Savoie fait rebâtir l'ancien château-fort et meurt, en 1418, laissant pour héritier le duc Amédée VIII de Savoie, son beau-frère. Amédée VIII remet la seigneurie de Virieu, le 28 juin 1432, à Humbert, seigneur de Glareins (Lapeyrouse), lequel la cède, le 22 janvier 1441, au duc Louis, qui en donne une nouvelle inféodation, le 10 juillet 1442, à Nicolas Rolin, chancelier de Bourgogne, père de Claudine Rolin, femme en premières noces de Jacques, comte de Montbel, et, en deuxièmes, d'Antoine de La Palud, chevalier.
Après le décès de Claudine Rolin, morte sans enfant, et dont les deux maris étaient, de son chef, seigneurs de Virieu, cette terre fait encore retour au domaine ducal. En 1500, elle est donnée à René de Savoie, comte de Villars (Villars-les-Dombes), puis confisquée sur lui et comprise d'abord dans le douaire de Claudine de Brosse, dite de Bretagne, veuve du duc Philippe, puis dans celui de Philiberte de Savoie, femme de Julien de Médicis, duc de Nemours. En 1523, le duc Charles l'engage à Bertholon de Montbel, puis, en 1532, à René, comte de Chalant.
Le duc Emmanuel-Philibert la retire, le 6 juillet 1580, et la remet, par contrat d'échange, en 1582, à Renée de Savoie, marquise de Bâgé, femme de Jacques d'Urfé, bailli de Forez, laquelle en obtient l'érection en comté, sous le nom de Châteauneuf, le 12 mai de la même année.
Renée de Savoie transmet son comté à Jacques Paillard d'Urfé, son fils aîné, auquel succède, en 1599, Honoré d'Urfé, l'auteur du célèbre roman de L'Astrée, écrit, dit-on, dans le château de Virieu-le-Grand. C'est en faveur de ce dernier que le comté de Châteauneuf est érigé en marquisat, sous le nom de Valromey, au mois de février 1612.
D'Honoré d'Urfé, Virieu-le-Grand passe, en 1625, à Diane de Châteaumorand, sa veuve, puis à Jean-Claude de Lévy et successivement, ensuite, des Lévy au comte de Clermont-Montoison branche des Clermont-Tonnerre, et enfin aux comtes de Drée et de Mandelot.
Le château est brûlé en 1726 et il n'en subsiste plus que des ruines.